# Rudolph Stickelmann
Rudolph Stickelmann (* 21. Juni 1870 in Bremen; † 31. Oktober 1956 ebenda) war ein deutscher Fotograf.

## Biografie
Geboren in der Bremer Neustadt erlernte Stickelmann den Beruf eines Graveurs, den er auch bis etwa 1900 ausübte. Dann arbeitete er als selbstständiger Fotograf, firmierte 1904 als Photographische Kunstanstalt und führte bald eines der angesehensten und vielseitigsten Lichtbildateliers Bremens. Sein Schwerpunkt war die Sachfotografie, doch zeigen seine Landschaftsaufnahmen aus Worpswede und dem Teufelsmoor künstlerische Ambitionen, die auch in seiner Freundschaft mit Heinrich Vogeler und Bernhard Hoetger zum Ausdruck kommen. Geschäftlich war er auf seine Arbeit als Werbe- und Dokumentationsfotograf angewiesen, die zu den zahlreichen Industrie-, Architektur- und Schiffsaufnahmen in seinem Œuvre führten. Dagegen gehörten Reportagen, Porträts und Veranstaltungen nicht zum bevorzugten Arbeitsgebiet. Auftraggeber waren der Norddeutsche Lloyd, Karstadt und zahlreiche andere bremische Firmen. Sein ästhetisches Verständnis brachte ihm Aufträge der Bremer Museen und der Kommission für die Erhaltung der Baudenkmäler ein. 1914 zeigte er Bilder auf der Kölner Werkbundausstellung. 
Seit etwa 1910 erprobte er die neuen Möglichkeiten der Farbfotografie, in den 1920er Jahren nahm er Unterricht bei Nicola Perscheid, dem er freundschaftlich verbunden blieb. 
Von seinen sechs Kindern trat Herrmann Stickelmann (1901–1973) 1916 als Lehrling in das Atelier ein, das er nach dem Tod des Vaters übernahm. Der Enkel Jochen Stickelmann führte den Betrieb von 1973 bis zum Konkurs 1975 weiter.
Den fotografischen Nachlass der Fotografenfamilie (darunter 17.000 Negative) übernahm 1976 das Bildarchiv im Staatsarchiv Bremen.